# Ribouisse
Ribouisse är en kommun i departementet Aude i regionen Occitanien  i södra Frankrike. Kommunen ligger  i kantonen Fanjeaux som ligger i arrondissementet Carcassonne. År 2022 hade Ribouisse 101 invånare.

## Befolkningsutveckling
Antalet invånare i kommunen Ribouisse
Referens: INSEE